# Чемпионат Индии по футболу
Индийская суперлига Hero (англ. Hero Indian Super League) — профессиональная индийская футбольная лига. Является высшим дивизионом системы футбольных лиг Индии. Матчи лиги проходят с октября по март, чемпион определяется в финальной серии.
Индийская суперлига была основана в 2013 году с целью стать одной из лучших в мире и сделать футбол спортом номер один в стране. Лига действует в формате Twenty20, который используется в Индийской премьер-лиге крикета и в MLS. В отличие от большинства футбольных лиг, в Индийской суперлиге не используется выбывание в классе.
Начиная с сезона 2022/23 команда занявшая 1-е место в Ай-Лиге (втором по силе дивизионе) переходит в Суперлигу.

## История
9 декабря 2010 года Всеиндийская футбольная федерация (AIFF) подписала 15-летний контракт с американскими компаниями Reliance Industries и International Management Group. Сделка дала IMG-Reliance эксклюзивные коммерческие права на спонсорство, рекламу, трансляции, мерчендайзинг, видео, франчайзинг и права на создание новой футбольной лиги. Эта сделка произошла после того как у AIFF закончился 10-летний контракт с Zee Sports в октябре 2010 года.
Первые слухи о создании лиги, появились в ходе конфликта в Индийской футбольной премьер-лиге между владельцами клубов I-League и AIFF из-за отсутствия связи. IMG-Reliance планировали реформирование I-League под формат Индийской премьер-лиги крикета и американской MLS.
25 апреля 2011 года была официально запущена первая версия Индийской футбольной премьер-лиги, когда было объявлено о старте первого сезона Футбольной премьер-лиги Бенгалии, намеченного на 2012 год. Все шесть франшиз должны были базироваться в Западной Бенгалии. В лиге должны были выступать топ-игроки, такие как Фабио Каннаваро, Робби Фаулер, Эрнан Креспо и Робер Пирес. Однако, в феврале 2012 года, было объявлено, что старт лиги будет отложен на неопределённую дату и, в итоге, официально отменена в 2013 году из-за финансовых причин.
Несмотря на то, что Футбольная премьер-лига Бенгалии не состоялась, IMG-Reliance утвердило предложение другой лиги, стартующей в 2014 году, но в этот раз, с включением клубов из всей Индии. Владельцы клубов I-League были полностью против этой идеи. Они сформировали организацию, известную как Ассоциация индийских профессиональных футбольных клубов, и заявили, что они против того, чтобы отдавать своих игроков в лигу IMG-Reliance и подписания каких-либо игроков, уже подписанных IMG-Reliance. Однако, в августе 2013 года сообщалось, что IMG-Reliance уже подписали необходимое количество индийских игроков.
Индийская суперлига была официально запущена IMG-Reliance, STAR Sports и AIFF 21 октября 2013 года. Также было объявлено, что лига будет проходить с января по март 2014 года. Однако, 29 октября 2013 года, было объявлено, что старт сезона будет отложен до сентября 2014 года. Также в октябре было объявлено, что бывший игрок «Манчестер Юнайтед» и сборной Франции Луи Саа стал первым подписанным «звёздным» игроком Индийской суперлиги.
Сначала было объявлено, что торги за восемь команд Индийской суперлиги будут завершены до конца 2013 года, и что в них очень заинтересованы крупные корпорации, команды Индийской премьер-лиги, звёзды Болливуда и другие консорциумы. Однако, из-за реструктуризации лиги, торги были перенесены на 3 марта 2014 года. Примерно в это же время выяснилось, что бы стать участником торгов нужно не только соответствовать финансовым требованиям, но и поощрять планы развития футбола в своём регионе.
Наконец, в начале апреля 2014 года, были объявлены победители аукциона. Выбранными городами/штатами стали Ченнаи, Дели, Гоа, Гувахати, Коччи, Калькутта, Мумбаи и Пуна. Бывший игрок сборной Индии по крикету Сачин Тендулкар вместе с PVP Ventures выиграли торги франшизы из Коччи. Ещё один бывший индийский игрок в крикет Сурав Гангули вместе с группой индийских бизнесменов и представителями испанского «Атлетико» выиграли торги франшизы из Калькутты. Между тем, звёзды Болливуда Джон Абрахам, Ранбир Капур, Салман Хан выиграли торги за франшизы из Гувахати, Мумбаи и Пуна соответственно. Бангалор и Дели были выиграны компаниями, в то время как Гоа выиграло партнёрство между Videocon и представителями клубов I-League «Демпо» и «Салгаокар».
Первой официально зарегистрированной командой 7 мая 2014 года стала «Атлетико» Калькутта. 7 июля 2014 года команда объявила о подписании тренера, им стал испанец Антонио Лопес Хабас. На следующий день Калькуттой также объявлено первое официальное подписание «звёздного» игрока в лиге, победителя Лиги чемпионов Луиса Гарсии. Несколько дней спустя, 16 июля, «Норт-Ист Юнайтед» был подписан второй «звёздный» игрок, чемпион Мира 2010 года Жоан Капдевила.
22 июля 2014 года Индийская суперлига провела свой первый драфт для индийских игроков. Доступными для драфта стали известные игроки сборной Индии Субрата Пал, Саед Рахим Наби и Мехтаб Хоссейн. Позже сообщалось, что в общей сложности на драфте было потрачены 24 крор.
Третьим «звёздным» игроком стал бывший нападающий «Ювентуса» и чемпион мира 1998 года Давид Трезеге, подписанный 30 июля 2014 года «Пуна Сити».
14 августа 2014 года было объявлено, что франшиза из Бангалора будет распущена до начала сезона. Команда была быстро заменена, уже 21 августа было объявлено, что в лигу будет заявлена команда из Ченнаи . Восемь дней спустя «Дели Дайнамос» сообщил о подписании контракта с Алессандро дель Пьеро.
Начиная с сезона 2022/23 является единственным высшим дивизионом в системе футбольных лиг Индии.

## Формат соревнований
Регулярный сезон Индийской суперлиги длится с октября по март, игры финальной серии проходят так же в марте. В течение регулярного сезона каждая команда играет друг с другом дважды (дома и на выезде). Команды, занявшие первые четыре места по итогам регулярного сезона выходят в плей-офф. Победители полуфиналов определяются по сумме двух матчей (дома и на выезде), в финале команды играют одну игру.
Каждая команда должна подписать, по крайней мере, одного «звёздного» игрока, а также семь других иностранцев. Каждая команда должна также иметь 14 индийских игроков, четверо из которых должны быть уроженцами города, который представляет команда.

## Команды
Сезон 2022/2023

## Освещение в СМИ и спонсорство
На 18 июля 2014 года было объявлено, что Hero MotoCorp подписала трёхлетние соглашения, став титульным спонсором Индийской суперлиги. Таким образом чемпионат получил название Индийская суперлига Hero.
Трансляции матчей охватывают более восьми спортивных каналов на пяти языках: Star Sports 2 (английский), Star Sports 3 (хинди), Star Sports HD 2 (английский), Gold Star (хинди), Star Utsav (хинди), Asianet Movies (малаялам), Jalsha Movies (бенгальский) и Suvarna Plus (каннада). Кроме того, потоковое видео доступно на www.starsports.com.

### Международные трансляции
15 сентября 2014 года Fox Sports объявила, что они будут транслировать матчи Индийской суперлиги в Австралии, благодаря популярности экс-игрока «Сиднея» Алессандро Дель Пьеро.
Eurosport 2 транслирует матчи суперлиги в Европе, за исключением Великобритании, в которой этим занимается Star TV.

### Игровой мяч
30 сентября 2014 года было объявлено, что Puma будет официальным игровым мячом лиги. Все матчи будут сыграны мячом Puma evoPower 1.

### Международный фан-парк
10 ноября 2014 года было объявлено, что в Мумбаи будет размещён Международный фан-парк Barclays. Это станет вторым подобным событием, первое было в Йоханнесбурге. В ходе мероприятия на большом 380-футовом экране будет транслироваться полуфинал суперлиги. Это первое крупное футбольное событие для болельщиков в Индии.

## Награды
Трофей Индийской суперлиги был представлен 5 октября 2014 года в Мумбаи председателем IMG-Reliance Нитой Амбани. Также были представлены награды для всех восьми звёздных игроков сезона 2014.
Трофей высотой двадцать шесть дюймов с цветами Индийского суперлиги был разработан Frazer and Haws.